# Lanai
O Lanai (seu nome oficial é Lāna‘i ) é a sexta maior ilha do Havaí, possuindo uma área de 363 quilômetros quadrados. É parte do estado norte-americano de Havaí. Lanai também é conhecida como A ilha do Abacaxi, por conter muitos arbustos desta fruta em seu território.